# Sjöbryum
Sjöbryum (Bryum knowltonii) är en bladmossart som beskrevs av Charles Reid Barnes 1889. Sjöbryum ingår i släktet bryummossor, och familjen Bryaceae. Enligt den finländska rödlistan är arten nära hotad i Finland. Enligt den svenska rödlistan är arten otillräckligt studerad i Sverige. Arten förekommer i Götaland, Svealand och Övre Norrland. Artens livsmiljö är sjö- och älvstränder. Inga underarter finns listade i Catalogue of Life.